# The Times Literary Supplement
The Times Literary Supplement (o TLS, en la portada desde 1969) es una revista literaria semanal publicada en Londres por News International, una subsidiaria de News Corporation.

## Historia
Apareció por primera vez en 1902 como un suplemento de The Times, pero se convirtió en una publicación independiente en 1914. 
Son numerosísimos los escritores de renombre internacional que han colaborado y colaboran en sus páginas, entre ellos T. S. Eliot, Henry James y Virginia Woolf. 
Las reseñas fueron habitualmente anónimas hasta 1974, año en el que gradualmente empezaron a aparecer firmadas.
Martin Amis fue miembro del consejo de redacción en los comienzos de su carrera. El poema Aubade de Philip Larkin, virtualmente su última obra poética, se publicó por primera vez en el número de la semana de Navidad del TLS en 1977. 
Aunque ha sido considerada a lo largo del tiempo como una de las revistas de crítica literaria más importantes del mundo, su historia no está exenta de olvidos, como por ejemplo el no haber reseñado nunca una obra de James Joyce.
El TLS trabaja codo con codo con The Times; su versión electrónica se encuentra en la página web de The Times y sus oficinas de redacción están en la Times House, en Pennington Street, Londres. Actualmente, el director de TLS es Peter Stothard, antiguo director del propio The Times, sucesor de Ferdinand Mount en 2003.
El relevante papel desempeñado por el TLS en el mundo cultural moderno anglófono se ha visto reflejado en su cita en diversas obras de ficción.

## Directores
- James Thursfield 1902
- Bruce Richmond 1905
- D. L. Murray 1938
- Stanley Morison 1945
- Alan Pryce-Jones 1948
- Arthur Crook 1959
- John Gross 1974
- Jeremy Treglown 1981
- Ferdinand Mount 1991
- Peter Stothard 2003
- Stig Abell 2016